# Conure des Santa Marta
Pyrrhura viridicata
Espèce
Statut de conservation UICN

 EN B1ab(i,ii,iii,v) : En danger
Statut CITES
La Conure des Santa Marta (Pyrrhura viridicata) est une espèce d'oiseau appartenant à la famille des Psittacidae.

## Description
Cette espèce mesure environ 25 cm. Elle est proche de la Conure à ventre rouge mais présente un plumage essentiellement vert avec une bande rouge sur la poitrine et un plastron ventral plus réduit. Elle a des nuances rouges sur les épaules, sur le dessous de la queue, sous les ailes (où elles sont mélangées à du jaune) et sur les zones périauriculaires.

## Habitat
Cet oiseau peuple les forêts primaires entre 1 800 et 2 800 m d'altitude.

## Répartition
Cette espèce était très répandue dans une aire très restreinte dans la Sierra Nevada de Santa Marta en Colombie.

## Populations et conservation
Les cultures de marijuana et de coca, puis les herbicides utilisés pour détruire les cultures de drogues ont réduit l'habitat de cette espèce de 85 % la conduisant ainsi au bord de l'extinction. Il ne reste en effet que 200 individus à l'état sauvage.